# Saint-Maur (Indre)
Saint-Maur ist eine französische Gemeinde mit 3.589 Einwohnern (Stand: 1. Januar 2022) im Département Indre der Region Centre-Val de Loire. Sie gehört zum Arrondissement Châteauroux und zu den Kantonen Buzançais und Levroux. Die Einwohner werden Saint-Maurois genannt.

## Gliederung
| Ortsteil                     | ehemaliger INSEE-Code | Fläche (km²) | Höhenlage (m) | Einwohnerzahl (2016) | Dichte (Einw. je km²) | Kantonszugehörigkeit |
| ---------------------------- | --------------------- | ------------ | ------------- | -------------------- | --------------------- | -------------------- |
| Saint Maur (Verwaltungssitz) | 36202                 | 70.31        | 127–184       | 3.151                | 44,8                  | Buzançais            |
| Villers-les-Ormes            | 36245                 | 17.60        | 141–169       | .0450                | 25,6                  | Levroux              |

## Geographie
Saint-Maur ist eine banlieue im Westen von Châteauroux. Umgeben wird Saint-Maur von den Nachbargemeinden Vineuil im Norden,  Déols im Nordosten, Châteauroux im Osten, Le Poinçonnet im Südosten, Velles im Süden, Luant im Südwesten sowie Niherne und  Villedieu-sur-Indre im Westen und Nordwesten.
Durch die Gemeinde führt die Autoroute A20.

## Geschichte
Am 1. Januar 2016 wurde die nördlich angrenzende Gemeinde Villers-les-Ormes eingemeindet.

## Bevölkerungsentwicklung
| Gemeinde                  | Einwohnerzahlen (Census) |      |      |      |      |      |      |      |      |      |      |
| Gemeinde                  | 1962                     | 1968 | 1975 | 1982 | 1990 | 1999 | 2006 | 2008 | 2011 | 2013 | 2016 |
| ------------------------- | ------------------------ | ---- | ---- | ---- | ---- | ---- | ---- | ---- | ---- | ---- | ---- |
| Saint Maur                | 1653                     | 1890 | 2629 | 3504 | 3646 | 3340 | 3399 | 3387 | 3186 | 3112 | 3151 |
| Villers-les-Ormes         | 288                      | 248  | 251  | 289  | 292  | 338  | 390  | 421  | 419  | 419  | 450  |
| Saint-Maur                | 1941                     | 2138 | 2880 | 3793 | 3938 | 3678 | 3789 | 3808 | 3605 | 3531 | 3601 |
| Quelle: Cassini und INSEE |                          |      |      |      |      |      |      |      |      |      |      |

Die (Gesamt-)Einwohnerzahlen der Gemeinde Saint-Maur wurden durch Addition der bis Ende 2015 selbständigen Gemeinde Villers-les-Ormes ermittelt.

## Sehenswürdigkeiten

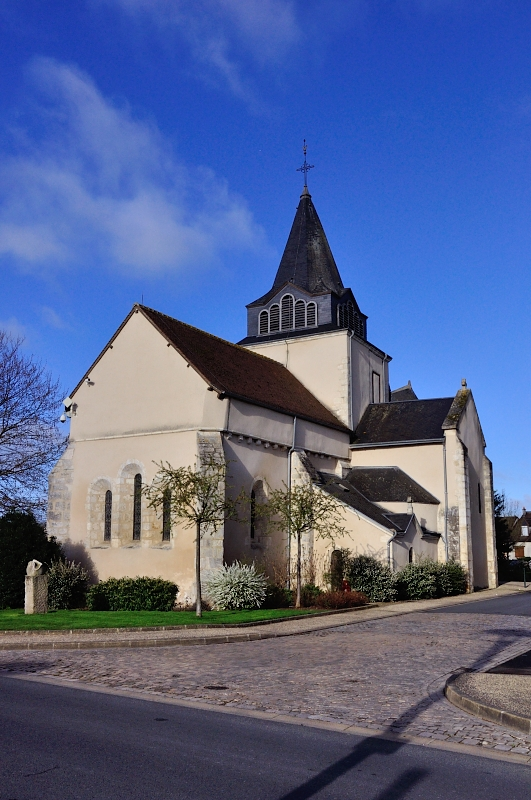
Kirche Saint-Maur

- Kirche Saint-Maur
- Schloss Laleuf